# عبد الجليل (اسم)
عبد الجليل هو اسم عربي يطلق على الذكور، وهو مستخدم في العهد الحديث كإسم وكلقب. وهو مكون من جزأين «عبد» و «الجليل». الحق وهي اسم مناسماء الله الحسنى المذكورة في القرآن الكريم.

## أشخاص
- فائق عبد الجليل
- مصطفى عبد الجليل
- عبد الجليل خليل
- عبد الجليل حدا

## أخرى
- قبيلة عبد الجليل في فلسطين.